# ポップン・モーニング
ポップン・モーニングは，毎週月曜～金曜の午前7時30分～8時50分に生放送しているFM山形の番組。パーソナリティはFM山形アナウンサーの日下純。2010年4月2日スタート。

## タイムテーブル
- 7.40　ポップンライナー
- 7.45　ポップンウェザー
- 7.51　ポップントゥディ
- 7.55　FM山形ニュース
- 8.00　SUZUKI Breakfast News
- 8.09　Weather Guide
- 8.10　Honda Smile Mission
- 8.20　ポップントラフィック
- 8.25　ポップンウェザー
- 8.30　山形シティ・ナビゲーション
- 8.35　ポップンカルチャー